# La Casta
Cet article possède un paronyme, voir Casta.
La Casta (La Caste, comment les politiciens italiens sont devenus intouchables) est un essai italien écrit par Sergio Rizzo et Gian Antonio Stella, deux journalistes du Corriere della Sera. Il explique en détail la place de la concussion et de la corruption dans la politique italienne. Publié en 2007, il est devenu un succès de librairie.